# 近藤真彦
近藤 真彦（こんどう まさひこ、1964年〈昭和39年〉7月19日 - ）は、日本の歌手、俳優、実業家、レーサー、タレント。KONDO Racing Team監督、エムケイカンパニー（同チームの管理会社）代表取締役社長。2023年4月より、スーパーフォーミュラ等を運営する日本レースプロモーション (JRP) 取締役会長を務める。かつてジャニーズ事務所に所属していた。愛称はマッチ（MATCHY、名付け親はジャニーズ事務所時代の先輩・松原秀樹）。
神奈川県大和市出身。所属レコード会社はSony Records。血液型O型。身長174cm。既婚。

## 略歴

### タレント活動
1979年10月、TBSのテレビドラマ『3年B組金八先生』の生徒「星野清」役でデビュー。同じく生徒役だった田原俊彦、野村義男と共に「たのきんトリオ」として活躍。
その後、1980年12月12日に「スニーカーぶる〜す」でソロ歌手としてデビュー。1980年代を代表する男性アイドルとして、『ザ・ベストテン』や『ザ・トップテン』などの歌番組を中心に活躍した。1981年、1983年のブロマイド年間売上成績で第1位を獲得。また、1982年には『ゴールデンアイドル賞』を受賞。1987年の『第29回日本レコード大賞』において「愚か者」で大賞を受賞した。代表曲として『スニーカーぶる〜す』、『ギンギラギンにさりげなく』、『愚か者』などがある。
また、ファンによる数々の“親衛隊”も誕生（事務所では「応援グループ」という呼び名で統一。親衛隊という言い方はさせなかった）。ステージ用の応援コールとして「G・U・T・Sこんどーまさひこアダルトタッチのセクシーボーイ ま〜っさひ〜こ〜」というフレーズも作られた。男性アイドルとしては珍しく、同年代の男性ファンも多く獲得、歌手活動と並行してテレビドラマや映画などで俳優としても活躍した。
2005年末にデビュー25周年を迎え、ソロとしては7年7か月ぶりに新曲「挑戦者」をリリース（楽曲提供ロクセンチ）し、ディナーショーも開催。歌手としては約7年ぶりにファンの前に姿を現した（鹿児島、東京公演では少年隊がゲスト出演）。同年以降のジャニーズ年越しライブにもスペシャルゲストとして参加している。
2006年9月1日放送のテレビドラマ『内田康夫旅情サスペンス 岡部警部シリーズ〜倉敷殺人事件〜』では『ドンウォリー!』以来のドラマ主演を務め、2007年8月31日に第2弾として『多摩湖畔殺人事件』、2008年9月5日に第3弾として『十三の墓標』が放送された。
2007年5月9日に発売されたライブDVDについては、映像作品では1987年3月30日付にビデオ『OH! ROCK'A MONO』で獲得して以来、20年2か月ぶりの1位獲得となった。

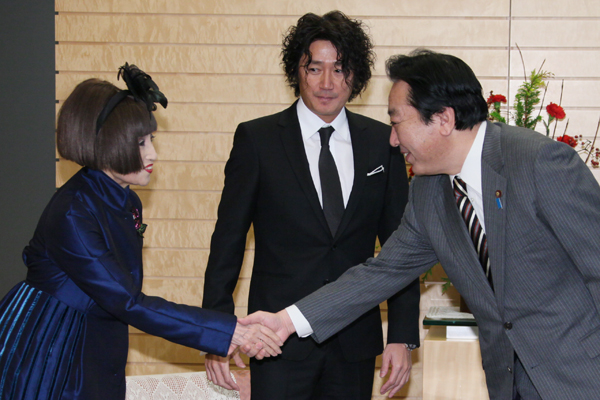
2011年12月22日、内閣総理大臣官邸にて黒柳徹子（左）、内閣総理大臣野田佳彦（右）と

2010年11月20日、『第52回日本レコード大賞』の最優秀歌唱賞に選ばれ、自筆のコメントを発表した。
2011年、『3年B組金八先生ファイナル』にて『3年B組金八先生』スペシャル9以来13年ぶりに「星野清」役として出演。
2020年11月16日、不倫疑惑が報じられたことに伴い、ジャニーズ事務所は、無期限の芸能活動自粛処分とした。
2021年4月30日、ジャニーズ事務所の公式サイトにて、同日をもって事務所を退所することが発表された。
2021年7月19日、Twitterで11月2日に中野サンプラザホールでコンサート「Masahiko Kondo ReSTART 20+21+1×1-2」を開催することを発表した。
2021年8月18日、同月14日に亡くなり、世話になった藤島メリー泰子にお悔やみのコメントを発表した。
2021年9月7日放送の文化放送のラジオ番組「松井佐祐里“new nomal”の小部屋」に出演することが発表され、芸能界に復帰。

#### ジャニーズ事務所 退所
2021年4月中旬に、近藤から事務所に4月いっぱいでの退所の希望を申し出た。事務所の幹部は本人の意思を尊重し、4月30日付での退所となった。芸能リポーターの駒井千佳子は、2021年5月3日に出演したテレビ番組『情報ライブ ミヤネ屋』内で、「近藤が退所の希望を出したのは4月中旬で、わずか半月後となる4月いっぱいで事務所を辞めさせて欲しいと申し入れた。ジャニーズ事務所の幹部の方も非常に驚かれたようだが、本人の意思も強かったということで尊重し、4月いっぱいで退所ということになった。」と報告した。
その後2021年5月16日に自身が監督を務めるレーシングチームの監督業に復帰。その際に退所に関して「（ファンには）申し訳ないことをしたので皆さんが笑顔になれる活動をしたい。一から出直す気持ちで頑張る」、ジャニーズ事務所の後輩達へは「本当にできの悪い長男でした。もう少し後輩にも頼られるような先輩でいたかった」とインタビューに答えた。なお、以後は芸能活動のマネジメントについても、レーシングチームの運営母体であるエムケイカンパニーが取り扱っている。
また、2021年9月7日に放送されたラジオ番組、文化放送『松井佐祐里“new normal”の小部屋』の番組内で、復帰後初のレギュラー新番組『近藤真彦 RADIO GARAGE』が9月28日よりスタートする旨の発表と同時に、退所についてのコメントが発表された。近藤は不祥事についての謝罪とともにジャニーズ事務所を退所したことを改めて報告。44年間世話になった事務所から巣立つ決断に至ったのは、不祥事が原因であることを認めるとともに、あと数年で60代となり思い余るものもあり、芸能生活と共にレース活動は本業であるが故にスケジュール調整などでスタッフに苦労をかけてきたこと、世代交代の激しいジャニーズ事務所の中において仕事をし続けることの難しさを痛感し、「これ以上ジャニーズ事務所に迷惑をかけられない」と自分の想いを打ち明け、何度も話し合いを重ねた上での退所となったことを報告した。
なお、この件について、ジャニーズ事務所では近藤の次の年長者であった東山紀之からは、「僕自身は、今回の退所の仕方に大きな疑問が残っている」、「コメントがすごく薄っぺらく感じる」と、近藤への苦言ともとれるコメントがあった。なお、近藤はレーシングチームの監督業に復帰のインタビューで「（東山とは）話はしていない」と答えた。

### レース活動
ドライバーとして1984年に富士フレッシュマンレース第2戦に日産・マーチで参戦（フレッシュマンレースとして異例の35,400人の観客を動員）したのを皮切りに、「日本一速い男」の称号を持つレーサーの星野一義のもとでレース活動を始め、1988年から1993年にかけては全日本F3選手権に参戦した。
1994年には世界三大レースの一つであるル・マン24時間レースにポルシェ・962Cで初参戦を果たした。またこの年、全日本GT選手権 (JGTC) のGT1クラスにも962Cでアンソニー・レイドとのコンビで参戦し、初優勝をポール・トゥ・ウィンで飾った。この勝利は962Cがビッグレースで記録した最後の勝利でもあった。1995年にもポルシェ・911を駆りGT1クラスで優勝し、その後もGT500やGT300クラスにおいて数々の入賞を獲得した。
以降も全日本F3000選手権/フォーミュラ・ニッポンなどの全日本格式の最高峰カテゴリーに参加し、入賞を獲得するとともに、ル・マン24時間レースにも引き続き参戦した。特に完走率の高さには定評があり、1995年ル・マンでは雨に祟られて荒れるレース展開の中、マクラーレン・F1やフェラーリ・F40等が跋扈する同じGT1クラスに日産・GT-R LMで総合10位という殊勲を遂げている。また翌年には同じように雨の中のレースでフォーミュラ・ニッポンで入賞している。
2003年をもって、監督業に専念するためにレーシングドライバーとしての活動を中止したが、その後も「ラ・フェスタ・ミッレミリア」などのクラシックカーラリーに参戦している。
ドライバー時代から日産とADVAN（横浜ゴム）と深い関わりを持っており、これは監督業に転向しても続いている。
2024年5月25日・26日に開催されたスーパー耐久第2戦富士SUPER TEC24時間レースに16年ぶりにドライバーとして出場した 。

#### オーナー兼監督として

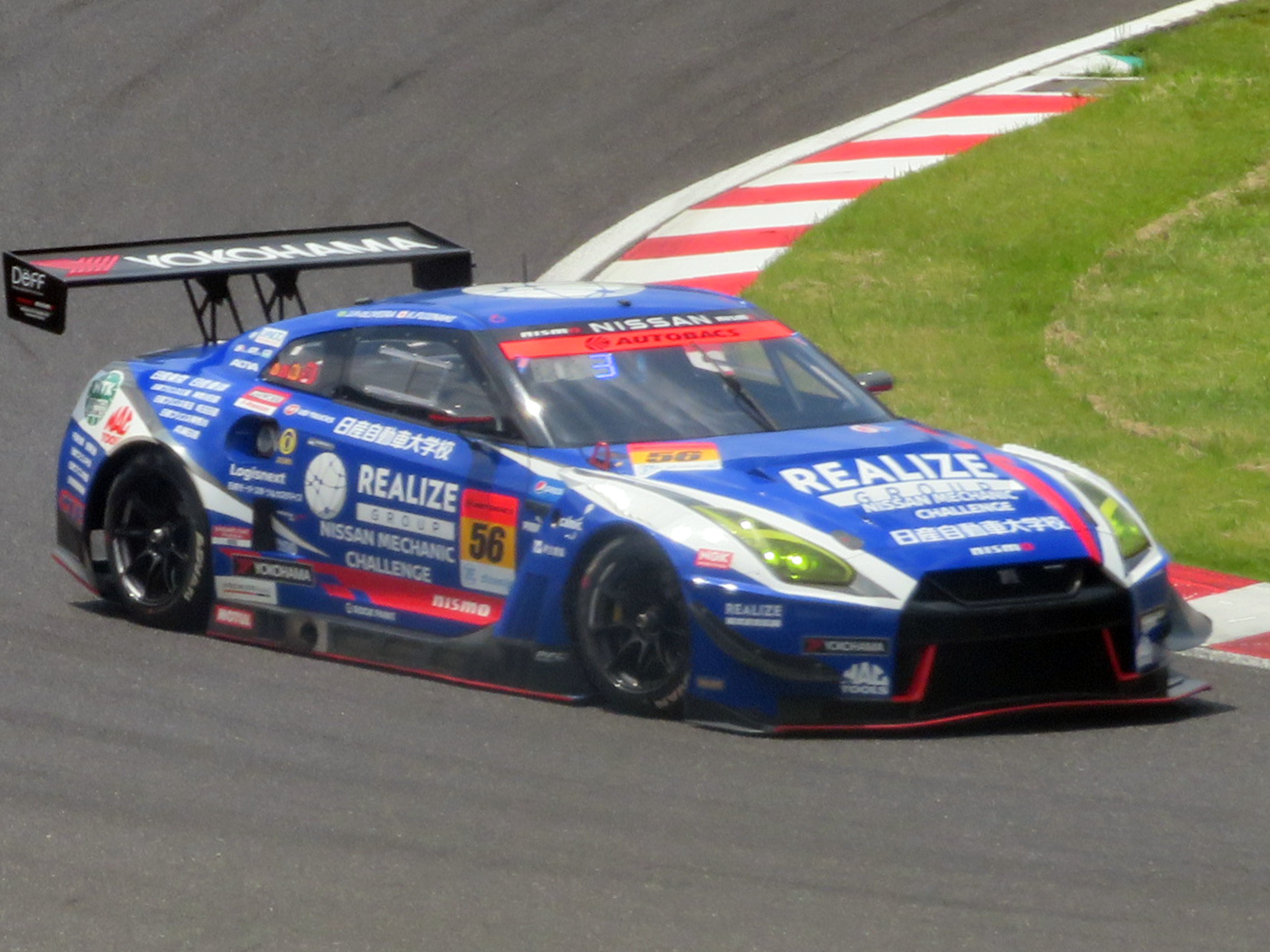
2022年のSUPER GTに参戦している車両（日産・GT-R）

1998年に、当時所属していた「チームTMS」の協力により、若手ドライバー育成を目的に「KONDO MASAHIKO RACING PROJECT」を設立して全日本F3選手権に1年間監督として参戦し、レーシングチームの運営ノウハウを学んだ。そして2000年に自らのレーシングチーム「KONDO Racing Team」を設立し、フォーミュラ・ニッポンへの参戦を開始し、2006年に日産勢としてSUPER GTのGT500クラスへの参戦も開始した。
2007年にはSUPER GT第4戦（マレーシア・セパン）にて、KONDO Racing Teamとしての初優勝を飾った。2008年も第4戦（セパン）で優勝し連覇を達成したのに続き、フォーミュラ・ニッポン第7戦（富士）でも8年目にして初優勝を達成した。
2009年は世界的な景気後退の影響を受けてフォーミュラ・ニッポンへの参戦は休止するが、SUPER GTには引き続き参戦した。第1戦（岡山国際サーキット）にて、豪雨を制し国内初優勝を飾った。2010年もSUPER GT第1戦（鈴鹿）で優勝し、開幕戦2連覇を達成した。フォーミュラ・ニッポンには第5戦から松田次生を擁して復帰し、その後同選手権が「スーパーフォーミュラ」に改称された後も参戦。
また2012年からKONDOレーシングは、育成の一環として日産自動車大学校とジョイントし、スーパー耐久のST-Xクラスにも参戦を開始。2016年にチャンピオンになった。
2015年SUPER GT第4戦（富士）では、5年ぶりとなる優勝を飾った。2016年は、タイヤ無交換の奇襲を2度成功し、双方で勝利を上げた他、2018年にはスーパーフォーミュラのチーム部門でチャンピオンに輝き、2020年と2022年はSUPER GTのGT300でも年間チャンピオンを獲得（ドライバーは藤波清斗とジョアオ・パオロ・デ・オリベイラ）するなど、いちアイドルを超えて他チームの監督やファンも認める一人前の監督に成長した。
2023年4月、中嶋悟の後任として、日本レースプロモーション（JRP）の取締役会長に就任。
なお公式ホームページには、肖像権がタレント活動とは別に管理されているためか、ジャニーズ事務所在籍中から近藤の顔写真が掲載されていた。

#### レース界での交友関係
30年を超える長いレース経験や、全日本格式のレースにおける複数回の優勝など、プロのレーシングドライバーに伍する成績を上げていることから、国内外のレース界では「歌手」ではなく、「元ドライバーのレース監督」として認識されており、レース界での広い交友関係を生かし、2006年から東京都のお台場で行われているモータースポーツジャパンでは、イベント全体のスーパーバイザーを務めている。

### F1中継
フジテレビのF1中継（F1グランプリ）に1989年日本グランプリでピットレポーターとして初登場。その後、2003年から2011年までの地上波でF1中継のレギュラー解説者を務めた（2012年からは日本GPのBS中継のみ出演）。

### トライアスロン・トレイルランニング大会
- 2009年9月6日開催の第21回佐渡国際トライアスロン大会、Bタイプ（水泳2km・自転車105km・マラソン20km）に出場[25]。自転車で転倒、右肩甲骨骨折したが完走。7時間13分9秒、順位は、Bタイプ完走者661人中389位。
- 2010年4月18日開催の第26回全日本トライアスロン宮古島大会に参加し、13時間20分0秒で完走を果たした[26]。
- 2013年3月10日開催の第1回IZU TRAIL Journey 2013（和文表記:伊豆トレイルジャーニー2013伊豆松崎・修善寺間山岳競争大会）に参加し、12時間55分09秒で完走（順位は男子総合部門完走者1,004人中810位）を果たした[27]。

## 人物
- 自身のジャニーズ入りのきっかけは13歳の頃、出身地で所属していた少年野球チームの監督の娘がチーム全員の集合写真をジャニーズ事務所へ送付したことが切っ掛け。社長であったジャニー喜多川がその写真の中から近藤の顔に○印を付け、チーム監督の娘に「近藤をスカウトしたい」旨を電話で伝えたことによる[28]。
- 1987年の日本レコード大賞受賞の際に、前年に事故死した母親の遺骨が墓から盗まれ、返してほしければ受賞を辞退するよう脅迫される事件が起きた。マスコミに発表したのは翌1988年の年初で、その遺骨は現在も近藤の元に返ってきていない（2021年時点）。2010年3月26日に放送された『中居正広の金曜日のスマたちへ』の「波瀾万丈スペシャル」では遺骨盗難事件などについて語り、19.9%の視聴率（瞬間最高は29.8%）を記録した[29]。
- 1988年10月22日・23日、全日本F3選手権デビュー戦となった第9戦・西日本では交通の便が非常に悪い立地（当時最寄りのインターチェンジから一般道で1時間以上かかっていた）にもかかわらず、2日間で30,000人の観客を動員した（結果は予選落ち）[30]。
- 1989年2月、当時神田正輝と結婚していた松田聖子とのニューヨークでの密会キス写真を写真週刊誌に掲載された（実際はキスシーンと断定できる写真はなく、松田は記者会見の場で2人きりでの密会を否定している）。
- 1989年7月11日、近藤の自宅マンションで当時交際をしていた中森明菜が手首を切る自殺未遂事件を起こした。中森は一命を取り留めたものの暫く休養することになり、中森が復帰するまでの間、近藤も芸能活動を自粛していた。同年12月31日に中森が復帰会見を行う際、当初は出席の予定がなかった近藤も親密な友人として同席した[31] 。
- 1994年6月11日に一般人女性と入籍、翌1995年2月に結婚披露宴を行った。結婚から14年目の2007年10月8日に第一子となる男児が誕生[32]。
- 2004年8月4日の午前和歌山県白浜町の白良浜沖でゴムボートから転落して溺れていた当時小学2年生の男児を近藤が水上バイクで近づいて「大丈夫だ、お兄ちゃん（=近藤）が助けてやる」と海に飛び込み救助[33]。近藤は名前も言わずその場を去ったが、少年の父親は後で救助してくれた人物が近藤だったことを知った[34]。この事故を伝える朝日新聞記事の見出しは、自身の歌のタイトル「ギンギラギンにさりげなく」を拝借した「人命救助さりげなく」であった。
- 2010年、NHK教育テレビ『いないいないばあっ!』むけに「GOGO☆パンダ!」を作曲した[35]。
- 「マッチ」の名付け親は松原秀樹。近藤は「僕が丸刈りで顔が小さくてひょろひょろだったから『マッチ棒』って呼ばれてたんです。『棒』がとれてよかったですよ」と当時を振り返った[36]。
- 趣味は自転車・ミニカー収集。また無類のメダカ好きでもある。
- 自称「日本一の雨男」。特に花火大会を観に行こうとするとなぜか雨天中止になることが多いという。2010年8月に神宮外苑花火大会に出演した際も上空に雲が立ち込め開催が危ぶまれたほど（ただし雨は降らず、大会は無事開催された）[37]。2010年10月のF1日本グランプリの解説を務めるため、鈴鹿サーキットに赴いたが、豪雨によってレースの予選が中止になる[38]というハプニングに遭遇した（この時『すぽると!』の取材で現場にいた国分太一を「雨男」と言ったが、すぐに自分のことを「雨男」と訂正して周囲の笑いを誘った）。
- 1994年におりも政夫と田原俊彦が事務所を退所して以降、2021年4月30日に退所するまでジャニーズ最年長の地位を約27年にわたり維持していた。ジャニーズ事務所退所時点での年齢は56歳285日で、東山紀之が2023年7月13日に記録を更新するまで、ジャニーズ事務所所属のタレントの最高齢記録保持者でもあった。
- ジャニーズの後輩達に関しては、「本来は同じ芸能界で活動するライバルなので厳しくしなければならないが、自分が一番の年長者で歳も離れているので、慕ってくればつい優しくしてしまう」と発言している。なお、親しい間柄の後輩は東山紀之、木村拓哉、堂本光一と雑誌で語った。東山や光一はマッチの曲（「アンダルシアに憧れて」など）を踊り付きでカヴァーすることがよくある。
- ジャニーズのタレントでは珍しく『NHK歌謡コンサート』や『NHKのど自慢』への出演経験がある。『NHKのど自慢』の出演は1997年4月13日に石川県川北町の放送で出演した後、2010年11月21日の放送（開催地は愛媛県松山市）で13年ぶりに出演した。
- 坂上忍とは『ニッポン親不孝物語』で共演して、演技上で近藤がうっかり坂上に本気で平手打ちしてしまい、謝罪しない近藤に対して怒った坂上がそのまま帰った逸話がある[39]。
- 黒柳徹子とはプライベートで月に1度は会い、10代の頃から徹子の部屋に出演し[40]、2017年11月23日まで17回出演している。
- 『関口宏の東京フレンドパークII』のデリソバデラックスで一度も障害物に当たらずクリアしたことがある。
- 2018年1月6日に放送された『MUSIC FAIR』で「テレビ番組の司会がやりたい」との目標があることを明かした[41]。また、同番組内でこれまで近藤のものまねをする者が「マッチでーす」とよく言っていたが、近藤自身は1度も言ったことはなく、『オレたちひょうきん族』の「ひょうきんベストテン」で片岡鶴太郎が近藤のものまねをした際に言ったことから、そのインパクトの強さで広まったと真相を語っている。
- 2020年2月29日に朋友・野村義男がリリースしたアルバム「440Hz with〈LIFE OF JOY〉」の11曲目『ありがとう』にドラマーとして参加。同曲のコーラスには世良公則なども参加している。
- 2023年5月17日、長年悩んでいた頸椎症性脊髄症に対して社会医療法人財団仁医会牧田総合病院で手術を受けて退院した[42]。

## 作品

### シングル
- レコード・CDレーベルは「永遠に秘密さ」までがRVC（後のアリオラジャパン）で、「ヨイショッ!」からがCBS・ソニー（後のソニー・ミュージックレコーズ）[注 1]。

| 1                          | 1980年12月12日 | スニーカーぶる〜す                              | 1位  | 1981年度年間3位 |
| 2                          | 1981年3月12日  | ヨコハマ・チーク                                | 2位  | 1981年度年間20位 |
| 3                          | 1981年6月12日  | ブルージーンズ メモリー                         | 1位  | 1981年度年間11位 |
| 4                          | 1981年9月30日  | ギンギラギンにさりげなく                        | 1位  | 1981年度年間21位 第23回日本レコード大賞最優秀新人賞受賞、第32回・第66回NHK紅白歌合戦出場曲 |
| 5                          | 1982年1月7日   | 情熱☆熱風☽せれなーで                            | 1位  | 1982年度年間9位 |
| 6                          | 1982年3月31日  | ふられてBANZAI                                  | 1位  | 1982年度年間10位 |
| 7                          | 1982年6月30日  | ハイティーン・ブギ                              | 1位  | 1982年度年間7位 |
| 8                          | 1982年9月30日  | ホレたぜ!乾杯                                   | 1位  | 1982年度年間26位 第33回NHK紅白歌合戦出場曲 |
| 9                          | 1983年1月20日  | ミッドナイト・ステーション                      | 1位  | 1983年度年間23位 |
| 10                         | 1983年4月27日  | 真夏の一秒                                      | 1位  | 1983年度年間29位 |
| 11                         | 1983年7月15日  | ためいきロ・カ・ビ・リー                        | 1位  | 1983年度年間34位 第34回NHK紅白歌合戦出場曲 |
| 12                         | 1983年11月1日  | ロイヤル・ストレート・フラッシュ                | 1位  | |
| 13                         | 1984年3月1日   | 一番野郎                                        | 1位  | 1984年度年間33位 |
| 14                         | 1984年6月6日   | ケジメなさい                                    | 1位  | 1984年度年間26位 第35回NHK紅白歌合戦出場曲 |
| 15                         | 1984年9月13日  | 永遠に秘密さ                                    | 1位  | 1984年度年間49位 |
| CBS・ソニー (Sony Records) |                |                                                 |      | |
| 16                         | 1985年2月13日  | ヨイショッ!                                     | 1位  | 第36回NHK紅白歌合戦出場曲 |
| 17                         | 1985年6月5日   | 夢絆                                            | 2位  | 第11回日本テレビ音楽祭グランプリ受賞 |
| 18                         | 1985年10月21日 | 大将                                            | 6位  | 第16回日本歌謡大賞受賞 |
| 19                         | 1986年2月26日  | 純情物語                                        | 6位  | |
| 20                         | 1986年7月4日   | 青春                                            | 7位  | 第37回NHK紅白歌合戦出場曲 |
| 21                         | 1986年9月10日  | Baby Rose                                       | 6位  | 織田哲郎の曲をカヴァー |
| 22                         | 1987年1月1日   | 愚か者                                          | 2位  | 1987年度年間35位 第29回日本レコード大賞受賞 第38回NHK紅白歌合戦出場曲 |
| 23                         | 1987年6月11日  | さすらい                                        | 4位  | 第13回日本テレビ音楽祭グランプリ受賞 |
| 24                         | 1987年9月18日  | 泣いてみりゃいいじゃん                          | 1位  | 第18回日本歌謡大賞受賞 |
| 25                         | 1988年4月8日   | Made in Japan                                   | 3位  | |
| 26                         | 1988年9月14日  | あぁ、グッと                                    | 4位  | 第39回NHK紅白歌合戦出場曲 |
| 27                         | 1989年2月3日   | 夕焼けの歌                                      | 7位  | |
| 28                         | 1989年6月1日   | Just For You                                    | 11位 | 『ザ・ベストテン』で10位以内にランクインした最後の曲（1989年6月15日放送回：第8位） |
| 29                         | 1989年7月5日   | いいかげん                                      | 11位 | |
| 30                         | 1989年11月10日 | アンダルシアに憧れて                            | 9位  | |
| 31                         | 1990年4月8日   | 気ままにWALKIN'                                 | 15位 | |
| 32                         | 1990年5月5日   | 気ままにWALKIN'-One Step At A Time-             | 35位 | |
| 33                         | 1990年7月12日  | Ho Ho Ho…                                       | 16位 | |
| 34                         | 1990年10月24日 | 好き                                            | 18位 | |
| 35                         | 1991年7月19日  | デスペラード -ならず者-                         | 31位 | |
| 36                         | 1991年12月12日 | 無頼派                                          | 40位 | |
| 37                         | 1992年5月21日  | 少年のこころ                                    | 40位 | |
| 38                         | 1993年11月21日 | 北街角                                          | 41位 | |
| 39                         | 1995年7月21日  | 最後のラヴ・ソング                              | 81位 | |
| 40                         | 1996年2月21日  | ミッドナイト・シャッフル                        | 4位  | 1996年度年間34位 第47回NHK紅白歌合戦出場曲 |
| 41                         | 1997年2月21日  | 愛はひとつ                                      | 22位 | |
| 42                         | 1998年5月20日  | KING and QUEEN                                  | 29位 | |
| 43                         | 2002年5月22日  | ヨイショ!'02 〜日本の皆さんホメていきまショー〜 | 19位 | 「MATCHY with O.A.I」名義 「ヨイショッ!」のセルフカバー（鈴木おさむによって詞が大幅にリライトされている）。稲垣吾郎・浅野ゆう子・小林稔侍・矢田亜希子・市川染五郎（現：十代目松本幸四郎）・畑野浩子と共に "MATCHY with O.A.I" として歌唱 |
| 44                         | 2005年12月14日 | 挑戦者                                          | 15位 | |
| 45                         | 2007年1月24日  | 上海慕情/情熱ナミダ                             | 28位 | |
| 46                         | 2008年1月23日  | 目覚めろ!野性                                   | 5位  | 「MATCHY with QUESTION?」名義 Question?とのコラボバンドユニットとして発売 |
| 47                         | 2008年12月23日 | BANKA 〜男たちの挽歌〜                          | 21位 | |
| 48                         | 2009年12月13日 | -MOTTO-                                         | 28位 | |
| 49                         | 2010年2月22日  | ざんばら                                        | 15位 | 第52回日本レコード大賞最優秀歌唱賞受賞 |
| 50                         | 2012年11月21日 | Let's Go!                                       | 21位 | |
| 51                         | 2014年2月26日  | 千年恋慕                                        | 22位 | |
| 52                         | 2015年12月9日  | 大人の流儀                                      | 15位 | |
| 53                         | 2017年12月3日  | 軌跡                                            | 35位 | |

### その他シングル
1. 夢絆（1985年12月1日）12インチ
2. 1987 LIVE SINGLES（1987年12月9日）12インチ
  - 1987年に発売された3曲のシングル「愚か者」「泣いてみりゃいいじゃん」「さすらい」を一発録りのライヴ・レコーディング形式で収録。
  - ジャニーズ事務所内公式ディスコグラフィーでは「アルバム」、オリコンチャートは「愚か者(12インチ)」表記でシングル扱い。

### アルバム

#### オリジナル・アルバム
| 1                          | 1981年3月5日   | Thank 愛 You                 | 1位  |
| 2                          | 1981年12月16日 | ギンギラギンにさりげなく     | 1位  |
| 3                          | 1982年7月18日  | BANZAI                       | 2位  |
| 4                          | 1983年4月1日   | RISING                       | 2位  |
| 5                          | 1984年1月1日   | WINNING                      | 2位  |
| 6                          | 1984年8月1日   | Shining                      | 2位  |
| CBS・ソニー (Sony Records) |                |                              |      |
| 7                          | 1985年8月1日   | SUMMER IN TEARS              | 5位  |
| 8                          | 1986年4月10日  | 名場面                       | 3位  |
| 9                          | 1986年12月12日 | DREAM                        | 5位  |
| 10                         | 1987年11月26日 | FOR YOU 抱擁                 | 11位 |
| 11                         | 1988年11月2日  | Japan                        | 7位  |
| 12                         | 1989年7月19日  | 夏のエアメール               | 12位 |
| 13                         | 1989年12月12日 | KICKS                        | 21位 |
| 14                         | 1990年11月10日 | うそのない言葉 〜THE TRUTH〜 | 18位 |
| 15                         | 1991年12月21日 | 無頼派                       | 65位 |
| 16                         | 1992年12月12日 | 綺麗 KI・RE・I               | 73位 |
| 17                         | 1993年12月12日 | 北街角                       | 81位 |
| 18                         | 1997年7月1日   | GET BACK                     | 48位 |

### ミニ・アルバム
|   | 発売日        | タイトル          | 収録曲 | 最高位 |
| - | ------------- | ----------------- | --- | ------ |
| 1 | 1981年7月19日 | 17バースデー      | | 6位    |
| 2 | 1988年7月1日  | SUMMER COLLECTION | CBS・ソニー創立20周年企画として8センチCDで発売。過去4作のスタジオ・アルバムから1曲ずつ選曲。 1. SUMMER IN TEARS 2. 渚にて 3. MOON & STAR CHILD 4. 名もない恋人 |        |

#### ベスト・アルバム
| # | 発売日         | タイトル                     | 最高順位 |
| - | -------------- | ---------------------------- | -------- |
| 1 | 1985年4月4日   | THE MATCHY best song for you | 2位      |
| 2 | 1987年6月4日   | 近藤真彦THE BEST             | 10位     |
| 3 | 1990年12月12日 | By Your Request              | 24位     |
| 4 | 1996年11月21日 | THE ROCK BEST                | 29位     |
| 5 | 2006年2月8日   | MATCHY★BEST                  | 15位     |
| 6 | 2007年2月7日   | MATCHY★BEST II               | 34位     |

#### セルフカバー・アルバム
1. 三十五周年 近藤真彦×伊集院静=二十四曲（2015年7月19日発売）

#### ライブ・アルバム
1. LIVE 10th Anniversary' 90（1990年7月19日）

### サウンドトラック
1. ブルージーンズ メモリー（1981年9月5日）
2. 嵐を呼ぶ男（1983年8月4日）

### BOXセット
1. マッチ箱 〜25th Anniversary Complete Singles Edition〜（2006年1月1日）
2. マッチにタッチ〈タッチ式サウンドペン〉（2016年7月19日）[43]

### トリビュート・アルバム
1. MATCHY TRIBUTE 25th anniversary（2006年1月25日）
  1. ケジメなさい - 綾小路翔 loves DJ OZMA & XARAZOO
  2. 情熱☆熱風☽せれなーで - Low-Cuts (SHUN＋SHUYA from SBK) feat. Lori Fine (COLDFEET) and GAKU-MC
  3. 夕焼けの歌 - 松岡充 (SOPHIA)
  4. ブルージーンズ メモリー - 玉置成実
  5. アンダルシアに憧れて - アンダルシアユニット（東山紀之・赤坂晃・堂本光一・今井翼）
  6. ミッドナイト・シャッフル - 高橋瞳
  7. スニーカーぶる〜す - Scoobie Do
  8. 愚か者 - ヘビメタサンダーズ （マーティ・フリードマン・ROLLY・鮎貝健）
  9. ハイティーン・ブギ - PUFFY
  10. ギンギラギンにさりげなく - グループ魂

#### 映像作品
| 1                          | 1984年6月15日  | 近藤真彦 武道館                                                        | 同年3月29日に日本武道館で行われたコンサートを収録。  |
| 2                          | 1984年7月21日  | 近藤真彦 武道館 2                                                      | 同年3月29日に日本武道館で行われたコンサートを収録。  |
| 3                          | 1985年3月4日   | 近藤真彦 1985                                                          | 1月13日に東京・NHKホールで行われたコンサートを収録。 |
| CBS・ソニー (Sony Records) |                |                                                                        |                                                      |
| 4                          | 1986年6月1日   | ON THE ROAD 〜 フロリダ物語                                            |                                                      |
| 5                          | 1987年7月19日  | OH! ROCK'A MONO                                                        |                                                      |
| 6                          | 1987年11月28日 | OH! ROCK'A MONO DIGEST                                                 |                                                      |
| 7                          | 1989年11月26日 | 近藤真彦 LIVE'89                                                       |                                                      |
| 8                          | 1990年10月21日 | MASAHIKO KONDO 10TH ANNIVERSARY 1990 MK-1 MATCHY YAON                  | 収録年月：1990年7月21・22日，日比谷野外音楽堂        |
| 9                          | 1990年11月21日 | MASAHIKO KONDO 10TH ANNIVERSARY 1990 MK-2 MATCHY YAON P.S. I Love You. | 収録年月：1990年7月21・22日，日比谷野外音楽堂        |
| 10                         | 1990年12月21日 | MASAHIKO KONDO 10TH ANNIVERSARY 1990 MK-3 PRESENT                      |                                                      |
| 11                         | 1992年3月25日  | BuLai '92                                                              | 収録年月：1992年1月7・8日 中野サンプラザ             |
| 12                         | 1993年4月21日  | KI・RE・I〜LIFE&LIVES〜                                                | 収録年月：1993年1月7・8日 中野サンプラザ             |
| 13                         | 1996年11月21日 | Midnight Shuffle                                                       | 収録年月：1996年7月30・31日 中野サンプラザ           |
| 14                         | 2007年5月9日   | '07 Valentine's Day in 武道館                                          | 2枚組                                                |
| 15                         | 2008年7月19日  | 近藤真彦ライブ 07.12.26-08.02.14                                       | 2枚組                                                |
| 16                         | 2024年12月12日 | Masahiko Kondo「ReSTART collection」Blu-ray BOX                        | 4枚組ブルーレイボックス                              |

## タイアップ
| 曲名                           | タイアップ                                                                            |
| ------------------------------ | ------------------------------------------------------------------------------------- |
| スニーカーぶる〜す             | 映画『青春グラフィティ スニーカーぶる〜す』主題歌                                     |
| ブルージーンズメモリー         | 映画『ブルージーンズメモリー BLUE JEANS MEMORY』主題歌                                |
| ギンギラギンにさりげなく       | CM：ハウス食品「ククレカレー」                                                        |
| 恋のNON STOPツーリング・ロード | CM：ハウス食品「ロッカッキー」                                                        |
| ハイティーン・ブギ             | 映画『ハイティーン・ブギ』主題歌                                                      |
| MOMOKO                         | 映画『ハイティーン・ブギ』挿入歌                                                      |
| ためいきロ・カ・ビ・リー       | 映画『嵐を呼ぶ男』主題歌 CM：ハウス食品「ククレカレー」                               |
| 北街角                         | CM：ハウス食品「うまいっしょ」                                                        |
| ミッドナイト・シャッフル       | 日本テレビ系ドラマ『銀狼怪奇ファイル』オープニングテーマ                              |
| 愛はひとつ                     | TBS系ドラマ『ストーカー・誘う女』主題歌                                               |
| KING and QUEEN                 | フジテレビ系ドラマ『ドンウォリー!』主題歌                                             |
| 挑戦者                         | フジテレビ系『金曜エンタテイメント』オープニングテーマ 舞台『DREAM BOYS』テーマソング |
| 上海慕情                       | TBS系『Goro's Bar』テーマソング                                                       |
| -MOTTO-                        | CM：H.I.S.30周年イメージソング                                                        |
| Let's Go!                      | テレビ東京系アニメ『超速変形ジャイロゼッター』オープニングテーマ                      |
| 千年恋慕                       | NHK時代劇『鼠、江戸を疾る』主題歌                                                     |

## 出演

### テレビドラマ
- 3年B組金八先生シリーズ（TBS) - 星野清 役
  - 第1シリーズ（1979年10月26日 - 1980年3月28日）
  - 第2シリーズ第13話「同窓会・贈る言葉」（1980年）
  - スペシャル1「贈る言葉」（1982年）
  - スペシャル3「小さな嘘」（1984年）
  - スペシャル5「先生の暴力 生徒の暴力」（1986年）
  - 第4シリーズ第11話「十五歳の母と父 (2)」（1995年）
  - スペシャル9「子供を救え! 大人達よ立ち上がれ」（1998年）
  - ファイナル〜「最後の贈る言葉」（2011年）
- ただいま放課後（1980年5月26日 - 1981年3月23日、フジテレビ）- 主演・岡田達也 役
- それからの武蔵（1981年1月2日、東京12チャンネル）
- 走れ青春42.195キロ（1984年4月11日、テレビ東京）- 主演・真彦 役
- ニッポン親不孝物語（1985年4月12日 - 7月2日、日本テレビ）- 主演・大川高志 役
- マイフェアねーちゃん（1987年1月18日、TBS、東芝日曜劇場）[45]
- 螢たちの挽歌（1988年4月8日、フジテレビ）- 主演
- 逃亡者（1988年12月10日、NHK総合）主演
- 大風呂敷（1989年4月10日、テレビ東京）- 主演・後藤新平 役
- 炎の挽歌（1989年5月12日、フジテレビ、男と女のミステリー）- 主演
- 私のカレは三代目（1989年11月27日、TBS、月曜ドラマスペシャル）- 主演
- ある外科医の告白（1990年11月19日、TBS、月曜ドラマスペシャル）- 主演
- 野望の国 嵐の章（1989年10月28日 - 12月23日、日本テレビ）- 主演・湊屋舟作 役
  - 花燃える日日 青春航路（1990年2月17日 - 24日）
- 戦艦大和（1990年、フジテレビ、終戦45年ドラマスペシャル）
- なんだらまんだら（1991年10月16日 - 12月18日、フジテレビ）- 浜崎英雄 役
- 世にも奇妙な物語「急患」（1991年、フジテレビ）- 主演
- 拝啓、男たちへ(2)会議が長くて（1992年、毎日放送、東芝日曜劇場）- 主演
- 実録犯罪史シリーズ「弘前大学教授夫人殺し 名乗り出た真犯人」（1992年、フジテレビ、金曜ドラマシアター）- 主演
- 夏の嵐!（1992年8月13日 - 9月24日、TBS）- 謙介 役
- 池中玄太80キロ さよならスペシャル（1992年10月6日、日本テレビ）- 八木邦宏 役
- おやじのヒゲ13（1992年、TBS、月曜ドラマスペシャル）
- 家族の物語（1993年1月4日 - 4月2日、TBS、花王 愛の劇場）
- 桃太郎侍II（1993年、テレビ朝日、春の時代劇スペシャル）
- 三匹が斬る!シリーズ!（1993年 - 1995年、テレビ朝日）- 吉良右近 役
  - ニュー・三匹が斬る!（1993年12月23日 - 1994年6月2日）
  - 痛快・三匹が斬る!（1995年4月6日 - 8月31日）
- 大忠臣蔵（1994年1月1日、TBS、TBS大型時代劇スペシャル）- 片岡源五右衛門 役
- 大江戸風雲伝（1994年4月8日〜7月15日、NHK総合、金曜時代劇）- 主演・青山信二郎 役
- ドンウォリー!（1998年4月14日 - 6月30日、関西テレビ）- 主演・吉岡慎太郎 役
- ヨイショの男「第7話」（2002年5月26日、TBS）- 町田吾郎 役
- 美空ひばり誕生物語 おでことおでこがぶつかって（2005年、TBS）- 杉山先生 役
- エンジン（2005年、フジテレビ）スタッフ（スーパーバイザー）※最終話特別出演
- 岡部警部シリーズ（2006年 - 2009年、フジテレビ）- 主演・岡部和夫 役
  - 倉敷殺人事件（2006年9月2日、金曜エンタテイメント）
  - 多摩湖畔殺人事件（2007年8月31日、金曜プレステージ）
  - 十三の墓標（2008年9月5日、金曜プレステージ）
  - シーラカンス殺人事件（2009年11月27日、金曜プレステージ）
- 恋して悪魔〜ヴァンパイア☆ボーイ〜（2009年7月7日 - 9月8日、関西テレビ）- カイト（ヴァンパイア）役（特別出演）[46]
- トットちゃん!（2017年10月2日-12月22日、テレビ朝日 40話[47]、43話、51話、52話[48]）- 森繁久彌 役

### バラエティ番組
- ばらえてい テレビファソラシド（1980年 - 1981年、NHK総合）[49]
- 特番・近藤真彦 翔ける60歳の挑戦（2024年8月31日、日テレプラス）[50]
  - 近藤真彦 翔ける60歳の挑戦 未公開シーンで繋ぐ物語（2025年1月26日 - 、日テレプラス）[51]
- 近藤真彦＆前田亘輝 男ふたりの冒険旅inタイランド〜風と歌を感じて（2025年3月16日〈予定〉 - 、日テレプラス）[52]

### ウェブバラエティ
- HITOSHI MATSUMOTO presents ドキュメンタル（2023年、Amazonプライム・ビデオ） - シーズン12出演

### テレビアニメ
- 超速変形ジャイロゼッター（2012年10月2日 - 2013年9月24日） - 友情出演・本人 役
  - なお、本作の主題歌も歌っている。

### 映画
- たのきんスーパーヒットシリーズ（1981年 - 1983年、東宝映画）
  - 第1弾・青春グラフィティ スニーカーぶる〜す（1981年2月11日公開、【監督：河崎義祐】） - 主演・金沢昌也 役
  - 第2弾・ブルージーンズ メモリー（1981年7月11日公開、【監督：河崎義祐】） - 主演・金田一真 役
  - 第3弾・グッドラックLOVE（1981年12月20日公開、【監督：河崎義祐】） - 準主演・北野徹 役
  - 第4弾・ハイティーン・ブギ（1982年8月7日公開、【監督：舛田利雄】） - 主演・藤丸翔 役
  - 第5弾・ウィーン物語 ジェミニ・YとS（1982年12月18日公開、【監督：河崎義祐】） - 準主演・柴田隼人 役
  - 第6弾・嵐を呼ぶ男（1983年8月4日公開、【監督：井上梅次】） - 主演・国分良 役
- Love Forever（1983年8月4日公開、東宝）※友情出演
- エル・オー・ヴィ・愛・N・G（1983年12月24日公開、東宝） - 友情出演・海童征人 役
- 愛・旅立ち（1985年1月26日公開、東宝） - 主演・五代誠 役
- この愛の物語（1987年9月12日公開、松竹） - 大介 役
- 首領になった男（1991年、東映） - 小倉勇武 役
- 極東黒社会（1993年、東映） - 江口信久 役
- 鏡花狂恋（1993年、東北新社） - 波野隆 役
- 川の流れのように（2000年、東宝） - 友情出演

### 吹き替え
- フットルース - レン・マコーミック〈ケヴィン・ベーコン〉※フジテレビ版

### 舞台
- 「森の石松」（1985年8月11日 - 8月27日、大阪新歌舞伎座） - 史上最年少座長[53]
- 「森の石松」再演（1986年8月3日 - 8月29日、東京・明治座）[54]
- 「坊ちゃん」（1987年8月3日 - 8月25日、大阪新歌舞伎座）[45]
- 「イダマンテ」（1988年、東京・中野サンプラザ、名古屋・中日劇場、ジェームス三木：脚本、なかにし礼:作詞、甲斐正人:音楽、市川猿之助：演出[55]。）
- 「イダマンテ」再演（1989年、東京・中野サンプラザ）[56]
- 「若親分」（1990年、大阪新歌舞伎座）
- 「DREAM BOYS JET」（2013年、帝国劇場） - 特別出演[56]
- 「ギンギラ学園物語」（2024年、明治座）[57]
- 「ドリームハイ」（2025年、シアターH）[58]
- 「ギンギラ学園物語 新春！再びマッチでーす！」（2025年 - 2026年〈予定〉、明治座）[59]

### イベント
- 2012 神宮外苑花火大会（2012年8月10日、東京・国立競技場）[60]

### コンサート
- 〜松本 隆 作詞活動55周年記念 オフィシャル・プロジェクト〜 風街ぽえてぃっく2025 第一夜：風編（2025年9月19日〈予定〉、東京国際フォーラム ホールA）[61]

### ラジオ
- マッチとデート（1980年10月 - 1984年9月、文化放送）
- 日産サンデーステーション 日曜日はマッチとデート（1985年 - 1987年3月、文化放送）[1]
- 近藤真彦 ベストクルージングミュージック（1987年4月 - 1988年3月、文化放送）
- 近藤真彦 出逢いから物語へ（1988年4月 - 1990年3月、文化放送）
- ベストマッチ!近藤真彦のSUNDAY MOTORADIO（1992年4月 - 1992年10月、文化放送）
- 近藤真彦 くるまっち（2002年 - 2006年3月、文化放送）
- 近藤真彦 くるくるマッチ箱（2006年4月 - 2020年11月、文化放送）
- 近藤真彦 RADIO GARAGE（2021年9月28日 - 、文化放送）
- COME ON! ROCKIN' ROAD（2016年4月 - 2020年11月、FM COCOLO）

### CM
- ハウス食品「ロッカッキー」（1980年）
当時まだジャニーズJr.だった薬丸裕英・東山紀之・松原康行・浜中隆の4名がバックを務めた。
- 「チョコフレークバー」
- ハウス食品「ククレカレー」
1981年10月からは、ジャニーズ少年隊（錦織・植草・松原の3名）が共演した。
- 不二家 ハートチョコレート
- 大塚製薬「シーマックス1000」
- 松下電器産業（ナショナルブランド）「オーディオテープ」／「レコーディングステレオ jump」／「ステレオミニラジカセ ラブコール」
- ACジャパン（旧：公共広告機構）
  - 僕はスピードを卒業した（1988年[62]）
  - 往年のアイドル（2024年、日本耳鼻咽喉科頭頸部外科学会[63]）
- 小西六（現：コニカミノルタ）「ピッカリコニカ・カラーハンディ」
- 日産自動車「マーチ」（初代K10型・1982年 - 1991年）
- ポッカコーポレーション「ポッカコーヒー・ファーストドリップ」
- サントリー「夕涼み生ビール」
- Olympic
- namco「R:RACING EVOLUTION」
- トヨタ自動車「カローラセダン／カローラフィールダー」（9代目・E120／E120G系）（セダン・2000年）（フィールダー・2000年）
- 首都高「山手トンネル（新宿線）- （池袋線）開通」（2007年12月）
- ケンタッキーフライドチキン「レッドホットウィング」（2009年）
- エイチ・アイ・エス（2009年）
- フジ・コーポレーション（2012年9月 - 2020年11月17日[64]）
- サントリー『ICE GIN』「ジンジラジンにさりげなく」篇（2017年）[65]

### NHK紅白歌合戦出場歴
| 年度   | 放送回 | 回 | 曲目                              | 出演順 | 対戦相手       | 備考                     |
| ------ | ------ | -- | --------------------------------- | ------ | -------------- | ------------------------ |
| 1981年 | 第32回 | 初 | ギンギラギンにさりげなく          | 01/22  | 河合奈保子     | 白組トップバッター       |
| 1982年 | 第33回 | 2  | ホレたぜ!乾杯                     | 02/22  | あみん         |                          |
| 1983年 | 第34回 | 3  | ためいきロ・カ・ビ・リー          | 11/21  | 中森明菜       |                          |
| 1984年 | 第35回 | 4  | ケジメなさい                      | 07/20  | 中森明菜 (2)   |                          |
| 1985年 | 第36回 | 5  | ヨイショッ!                       | 16/20  | 島倉千代子     |                          |
| 1986年 | 第37回 | 6  | 青春                              | 10/20  | 河合奈保子 (2) |                          |
| 1987年 | 第38回 | 7  | 愚か者                            | 08/20  | 小泉今日子     |                          |
| 1988年 | 第39回 | 8  | あぁ、グッと                      | 04/21  | 中森明菜 (3)   |                          |
| 1996年 | 第47回 | 9  | ミッドナイトシャッフル            | 05/25  | TRF            | 8年ぶりの出場            |
| 2015年 | 第66回 | 10 | ギンギラギンにさりげなく（2回目） | 26/26  | 松田聖子       | 19年ぶりの出場、白組トリ |

### FNS歌謡祭
『FNS歌謡祭』（フジテレビ系列）には1981年に初出演していて、以降も多数出演している。
1991年〜1998年はデータ不明のため、1999年以降の出演データを記載。
| 年度   | 放送回           | 回   | 曲目                     | 曲順   | コラボレーション                   |
| ------ | ---------------- | ---- | ------------------------ | ------ | ---------------------------------- |
| 2005年 | 第34回           | 不明 | スニーカーぶる〜す       | 13/35  |                                    |
| 2005年 | 第34回           | 不明 | 愚か者                   | 14/35  |                                    |
| 2005年 | 第34回           | 不明 | ミッドナイト・シャッフル | 15/35  |                                    |
| 2010年 | 第39回           | 不明 | スニーカーぶる〜す       | 71/74  | 近藤真彦×堂本剛                    |
| 2010年 | 第39回           | 不明 | ミッドナイト・シャッフル | 72/74  | 近藤真彦×堂本光一                  |
| 2010年 | 第39回           | 不明 | ざんばら                 | 73/74  |                                    |
| 2012年 | 第41回           | 不明 | ハイティーン・ブギ       | 13/79  | 近藤真彦×綾小路翔                  |
| 2012年 | 第41回           | 不明 | 嵐を呼ぶ男               | 55/79  | 舘ひろし×近藤真彦                  |
| 2012年 | 第41回           | 不明 | Let's Go!                | 77/79  | 近藤真彦×TOKIO×KinKi Kids×テゴマス |
| 2014年 | 第43回           | 不明 | ギンギラギンにさりげなく | 51/105 | 近藤真彦×嵐×KAT-TUN                |
| 2014年 | 第43回           | 不明 | スニーカーぶる〜す       | 52/105 | 近藤真彦×V6×ジャニーズWEST         |
| 2014年 | 第43回           | 不明 | ブルージーンズ メモリー  | 53/105 | 近藤真彦×Sexy Zone×A.B.C-Z         |
| 2014年 | 第43回           | 不明 | ハイティーン・ブギ       | 54/105 | 近藤真彦×SMAP×Kis-My-Ft2           |
| 2014年 | 第43回           | 不明 | ケジメなさい             | 55/105 | 近藤真彦×NEWS×Hey! Say! JUMP       |
| 2014年 | 第43回           | 不明 | 愚か者                   | 56/105 | 近藤真彦×TOKIO×関ジャニ∞           |
| 2014年 | 第43回           | 不明 | 千年恋慕                 | 57/105 | 近藤真彦×KinKi Kids×滝沢秀明       |
| 2015年 | 第44回 （第1夜） | 不明 | ハイティーン・ブギ       | 21/79  | 近藤真彦×綾小路翔                  |
| 2015年 | 第44回 （第1夜） | 不明 | 北街角                   | 22/79  | 近藤真彦×横山剣                    |
| 2015年 | 第44回 （第1夜） | 不明 | 大人の流儀               | 23/79  |                                    |
| 2017年 | 第46回 （第1夜） | 不明 | ミッドナイト・シャッフル | 67/70  | 近藤真彦 with FNSマッチバンド      |
| 2017年 | 第46回 （第1夜） | 不明 | ハイティーン・ブギ       | 68/70  | 近藤真彦 with FNSマッチバンド      |
| 2017年 | 第46回 （第1夜） | 不明 | 軌跡                     | 69/70  |                                    |

近藤真彦 デビュー35周年スペシャルメドレー
2014年12月3日放送の『2014 FNS歌謡祭』では、自身のデビュー35周年を記念としたスペシャル企画して、ジャニーズ事務所の後輩であるSMAP、TOKIO、KinKi Kids、V6、嵐、滝沢秀明、NEWS、関ジャニ∞、KAT-TUN、Hey! Say! JUMP、Kis-My-Ft2、Sexy Zone、A.B.C-Z、ジャニーズWESTの14組70人とのそれぞれのコラボレーション（共演）でスペシャルメドレーを披露した（披露曲は上記参照）。
近藤真彦 with FNSマッチバンド
2017年12月6日放送の『2017 FNS歌謡祭 第1夜』では、自身初の試みとなるスペシャル企画として、自身がボーカルで、ギター・高見沢俊彦 (THE ALFEE)、ギター・城島茂 (TOKIO)、ベース・丸山隆平（関ジャニ∞）、ドラムス・大倉忠義（関ジャニ∞）、ギター・山本彩 (NMB48)、キーボード・武部聡志による番組限定の一夜限りのスペシャルバンドを結成してスペシャルメドレーを披露した（披露曲は上記参照）。

### 連載
- 『Safari』「近藤真彦のつれづれ遊び!」（日之出出版）
- 『AERA STYLE MAGAZINE』「マッチと町中華」（2023年3月 - 、朝日新聞出版）[67]

## レース戦績

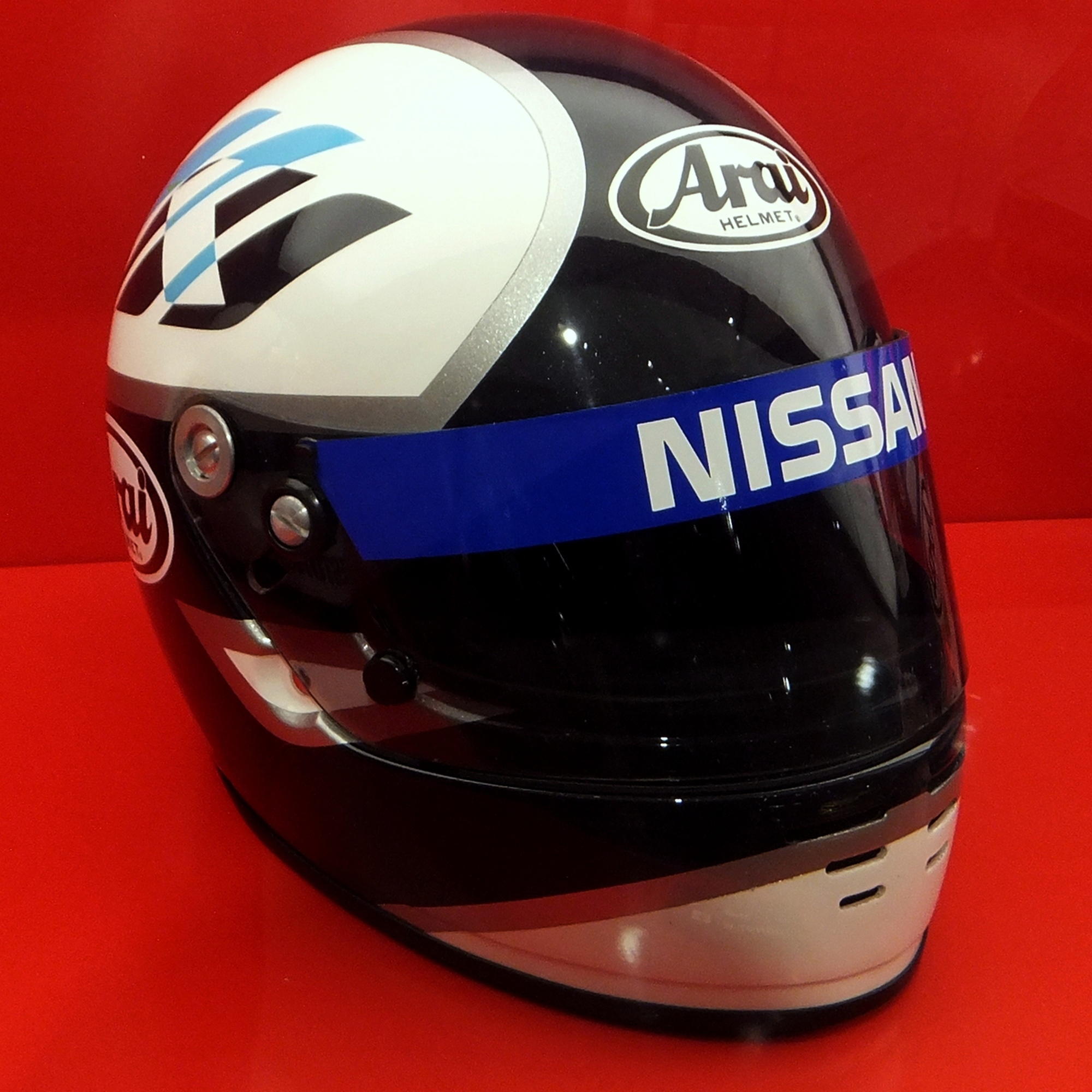
着用ヘルメット（1994/95年仕様）

### 主な参戦レース
- ル・マン24時間レース
- 全日本GT選手権（現：SUPER GT）
- フォーミュラ・ニッポン（現：スーパーフォーミュラ）
- インターナショナルF3リーグ
- 全日本F3選手権
- ジャパン・スーパースポーツ・セダンレース
- ミッレミリア
- スーパー耐久
- 十勝24時間レース
- 鈴鹿1000km

### 略歴
| 略歴 | 略歴                                     | 略歴                                  | 略歴   | 略歴 | 略歴 | 略歴 | 略歴   | 略歴     | 略歴 |
| 年   | シリーズ                                 | チーム                                | レース | 優勝 | PP   | FL   | 表彰台 | ポイント | 順位 |
| ---- | ---------------------------------------- | ------------------------------------- | ------ | ---- | ---- | ---- | ------ | -------- | ---- |
| 1985 | 全日本ツーリングカー選手権               | NISMO                                 | 1      | 0    | 0    | 0    | 0      | 0        | NC   |
| 1985 | ジャパン・スーパースポーツ・セダンレース | NISMO                                 | 3      | 0    | 0    | 0    | 0      | 0        | NC   |
| 1986 | ジャパン・スーパースポーツ・セダンレース | NISMO                                 | 2      | 0    | 0    | 0    | 0      | 0        | NC   |
| 1988 | 全日本F3選手権                           | ホシノレーシング                      | 1      | 0    | 0    | 0    | 0      | 0        | NC   |
| 1989 | 全日本F3選手権                           | ホシノレーシング                      | 4      | 0    | 0    | 0    | 0      | 0        | NC   |
| 1990 | 全日本F3選手権                           | NISSEKI IMPUL RACING                  | 5      | 0    | 0    | 0    | 0      | 0        | NC   |
| 1991 | 全日本F3選手権                           | NISSEKI RACING TEAM                   | 5      | 0    | 0    | 0    | 0      | 0        | NC   |
| 1991 | 全日本ツーリングカー選手権               | CHERENA RACING TEAM                   | 4      | 0    | 0    | 0    | 0      | 24       | 44位 |
| 1992 | 全日本F3選手権                           | CHERENA RACING TEAM                   | 9      | 0    | 0    | 0    | 0      | 0        | NC   |
| 1992 | 全日本ツーリングカー選手権               | CHERENA RACING TEAM                   | 3      | 0    | 0    | 0    | 0      | 13       | 24位 |
| 1993 | 全日本F3選手権                           | HOSHINO RACING                        | 5      | 0    | 0    | 0    | 0      | 0        | NC   |
| 1994 | 全日本GT選手権 - GT1                     | Team TAISAN                           | 2      | 1    | 0    | 0    | 1      | 32       | 9位  |
| 1994 | ル・マン24時間レース - LMP1              | ADA w/チーム・ニッポン                | 1      | 0    | 0    | 0    | 0      | N/A      | NC   |
| 1995 | 全日本F3000選手権                        | NAVI CONNECTION RACING TEAM           | 6      | 0    | 0    | 0    | 0      | 0        | NC   |
| 1995 | 全日本GT選手権 - GT1                     | Team TAISAN                           | 5      | 0    | 0    | 0    | 1      | 16       | 15位 |
| 1995 | ル・マン24時間レース - GT1               | NISMO                                 | 1      | 0    | 0    | 0    | 0      | N/A      | 10位 |
| 1996 | フォーミュラ・ニッポン                   | NAVI CONNECTION RACING TEAM           | 9      | 0    | 0    | 0    | 0      | 1        | 17位 |
| 1996 | 全日本GT選手権 - GT500                   | KUREレーシング w/NISMO                | 6      | 0    | 0    | 0    | 1      | 27       | 11位 |
| 1996 | ル・マン24時間レース - GT1               | NISMO                                 | 1      | 0    | 0    | 0    | 0      | N/A      | DNF  |
| 1997 | フォーミュラ・ニッポン                   | TEAM TMS                              | 10     | 0    | 0    | 0    | 0      | 0        | NC   |
| 1997 | 全日本GT選手権 - GT500                   | KUREレーシング w/NISMO                | 6      | 0    | 0    | 0    | 0      | 10       | 19位 |
| 1998 | フォーミュラ・ニッポン                   | TEAM TMS                              | 10     | 0    | 0    | 0    | 0      | 0        | NC   |
| 1998 | 全日本GT選手権 - GT300                   | XANAVI Racing w/NISMO Jr.             | 6      | 0    | 1    | 0    | 1      | 35       | 6位  |
| 1999 | フォーミュラ・ニッポン                   | MIRAI                                 | 3      | 0    | 0    | 0    | 0      | 0        | NC   |
| 1999 | 全日本GT選手権 - GT500                   | cdma One TOYOTA TEAM CERUMO w/Key's   | 7      | 0    | 0    | 0    | 0      | 12       | 16位 |
| 1999 | ル・マン富士1000km                       | cdma One TOYOTA TEAM CERUMO w/Key's   | 1      | 0    | 0    | 0    | 0      | N/A      | 6位  |
| 1999 | 鈴鹿1000km                               | TOYOTA TEAM CERUMO                    | 1      | 0    | 0    | 0    | 0      | N/A      | 3位  |
| 1999 | スーパー耐久 - Class1                    | 日産プリンス千葉モータースポーツ      | 2      | 1    | 0    | 0    | 1      | N/A      | 1位‡ |
| 2000 | フォーミュラ・ニッポン                   | Olympic KONDO Racing Team             | 10     | 0    | 0    | 0    | 0      | 0        | NC   |
| 2000 | 全日本GT選手権 - GT500                   | cdma One TOYOTA TEAM CERUMO w/Key's   | 7      | 0    | 0    | 0    | 0      | 1        | 23位 |
| 2000 | 鈴鹿1000km                               | TOYOTA TEAM CERUMO                    | 1      | 0    | 0    | 0    | 0      | N/A      | DNF  |
| 2000 | ル・マン24時間レース - LMP900            | テレビ朝日・チームドラゴン            | 1      | 0    | 0    | 0    | 0      | 0        | 8位  |
| 2000 | スーパー耐久 - Class1                    | ファルケン・モータースポーツ w/5ZIGEN | 1      | 1    | 0    | 0    | 0      | N/A      | 1位‡ |
| 2001 | 全日本GT選手権 - GT500                   | TOYOTA TEAM CERUMO w/UKYO             | 7      | 0    | 0    | 0    | 0      | 2        | 24位 |
| 2001 | ル・マン24時間レース - LMP900            | バイパー・チーム・オレカ              | 1      | 0    | 0    | 0    | 0      | N/A      | DNF  |
| 2002 | 全日本GT選手権 - GT500                   | TOYOTA TEAM CERUMO                    | 7      | 0    | 0    | 0    | 0      | 6        | 21位 |
| 2002 | ル・マン24時間レース - LMP900            | KONDO Racing Team                     | 1      | 0    | 0    | 0    | 0      | N/A      | DNF  |
| 2003 | ル・マン24時間レース - LMP900            | KONDO Racing Team                     | 1      | 0    | 0    | 0    | 0      | N/A      | DNF  |
| 2004 | 鈴鹿1000km                               | DENAG Racing                          | 1      | 0    | 0    | 0    | 0      | N/A      | 11位 |
| 2006 | 十勝24時間レース                         | C-WEST Labs                           | 1      | 0    | 0    | 0    | 0      | N/A      | 11位 |
| 2007 | 十勝24時間レース                         | 牧口エンジニアリング                  | 1      | 0    | 0    | 0    | 0      | N/A      | 6位  |
| 2008 | 十勝24時間レース                         | KONDO Racing                          | 1      | 0    | 0    | 0    | 0      | N/A      | 4位  |
| 2024 | 富士24時間レース                         | ORC ROOKIE Racing                     | 1      | 0    | 0    | 0    | 0      | N/A      | 52位 |

#### 全日本ツーリングカー選手権
| 年     | チーム              | 使用車両           | クラス | 1     | 2       | 3     | 4     | 5   | 6       | 7   | 8     | 順位 | ポイント |
| ------ | ------------------- | ------------------ | ------ | ----- | ------- | ----- | ----- | --- | ------- | --- | ----- | ---- | -------- |
| 1985年 | NISMO               | 日産・スカイライン | DIV.3  | SUG   | TSU Ret | NIS   | SUZ   | FSW |         |     |       |      |          |
| 1991年 | Cherena Racing Team | BMW・M3            | JTC-2  | SUG 4 | SUZ     | TSU 6 | SEN 5 | AUT | FSW Ret |     |       |      |          |
| 1992年 | Cherena Racing Team | BMW・M3            | JTC-2  | TAI   | AUT     | SUG   | SUZ 8 | MIN | TSU Ret | SEN | FSW 4 | 24位 | 13       |

#### 全日本GT選手権
| 年     | チーム                                | 使用車両               | クラス | 1      | 2       | 3      | 4       | 5       | 6       | 7      | 8      | 順位 | ポイント |
| ------ | ------------------------------------- | ---------------------- | ------ | ------ | ------- | ------ | ------- | ------- | ------- | ------ | ------ | ---- | -------- |
| 1994年 | TEAM TAISAN                           | ポルシェ・962C         | GT1    | FSW    | SEN     | FSW 1  | SUG     | MIN 3   |         |        |        | 9位  | 32       |
| 1995年 | TEAM TAISAN                           | フェラーリ・F40        | GT1    | SUZ 11 | FSW     |        |         |         |         |        |        | 15位 | 16       |
| 1995年 | TEAM TAISAN                           | ポルシェ・911          | GT1    |        |         | SEN 3  | FSW 9   | SUG 1   | MIN 9   |        |        | 15位 | 16       |
| 1996年 | NISMO                                 | 日産・スカイラインGT-R | GT500  | SUZ 6  | FSW Ret | SEN 17 | FSW 5   | SUG 3   | MIN 10  |        |        | 11位 | 27       |
| 1997年 | NISMO                                 | 日産・スカイラインGT-R | GT500  | SUZ 5  | FSW Ret | SEN 14 | FSW 9   | MIN Ret | SUG Ret |        |        | 19位 | 10       |
| 1998年 | Xanavi Racing with NISMO Jr.          | 日産・シルビア         | GT300  | SUZ 4  | FSW C   | SEN 2  | FSW Ret | TRM 14  | MIN Ret | SUG 4  |        | 6位  | 35       |
| 1999年 | cdmaOne TOYOTA TEAM CERUMO with Key's | トヨタ・スープラ       | GT500  | SUZ 8  | FSW 6   | SUG 8  | MIN Ret | FSW Ret | TAI 11  | TRM 15 |        | 16位 | 12       |
| 2000年 | cdmaOne TOYOTA TEAM CERUMO with Key's | トヨタ・スープラ       | GT500  | TRM 11 | FSW Ret | SUG 16 | FSW 19  | TAI 13  | MIN Ret | SUZ 10 |        | 23位 | 1        |
| 2001年 | TOYOTA TEAM CERUMO WITH UKYO          | トヨタ・スープラ       | GT500  | TAI 12 | FSW 14  | SUG 13 | FSW 14  | TRM 9   | SUZ Ret | MIN 13 |        | 24位 | 2        |
| 2002年 | TOYOTA TEAM CERUMO                    | トヨタ・スープラ       | GT500  | TAI 15 | FSW     | SUG 9  | SEP 7   | FSW 16  | TRM 12  | MIN 11 | SUZ 13 | 21位 | 6        |

#### 全日本F3000選手権/フォーミュラ・ニッポン
| 年     | チーム                      | 1       | 2       | 3       | 4      | 5       | 6       | 7       | 8       | 9       | 10      | 順位 | ポイント |
| ------ | --------------------------- | ------- | ------- | ------- | ------ | ------- | ------- | ------- | ------- | ------- | ------- | ---- | -------- |
| 1995年 | NAVI CONNECTION RACING TEAM | SUZ     | FSW     | MIN     | SUZ 10 | SUG 10  | FSW Ret | TOK 9   | FSW 13  | SUZ 12  |         | NC   | 0        |
| 1996年 | NAVI CONNECTION RACING TEAM | SUZ Ret | MIN 9   | FSW 16  | TOK 14 | SUZ Ret | SUG Ret | FUJ 14  | MIN     | SUZ Ret | FSW 6   | 17位 | 1        |
| 1997年 | TEAM TMS                    | SUZ 15  | MIN Ret | FSW 12  | SUZ 14 | SUG 8   | FSW 14  | MIN Ret | TRM 13  | FSW 11  | SUZ Ret | NC   | 0        |
| 1998年 | TEAM TMS                    | SUZ 9   | MIN 8   | FSW 11  | TRM 10 | SUZ 7   | SUG 8   | FSW C   | MIN 7   | FSW 7   | SUZ Ret | NC   | 0        |
| 1999年 | MIRAI                       | SUZ Ret | TRM 13  | MIN Ret | FSW    | SUZ     | SUG     | FSW     | MIN     | TRM     | SUZ     | NC   | 0        |
| 2000年 | Olympic KONDO Racing Team   | SUZ 7   | TRM 14  | MIN Ret | FSW 13 | SUZ 13  | SUG 7   | TRM Ret | FSW Ret | MIN 11  | SUZ 10  | NC   | 0        |

#### 全日本フォーミュラ3選手権
| 年     | チーム                                          | シャシー     | エンジン     | 1       | 2       | 3       | 4       | 5      | 6       | 7       | 8       | 9       | 10      | 順位 | ポイント |
| ------ | ----------------------------------------------- | ------------ | ------------ | ------- | ------- | ------- | ------- | ------ | ------- | ------- | ------- | ------- | ------- | ---- | -------- |
| 1988年 | IMPUL                                           | ラルト・RT32 | 日産         | SUZ     | FSW     | SUZ     | TSU     | NIS    | SUZ     | SEN     | SUZ     | NIS DNQ | SUZ 21  | NC   | 0        |
| 1989年 | IMPUL                                           | ラルト・RT33 | 日産         | SUZ 22  | FSW DNQ | SUZ DNQ | TSU DNQ | SUG    | TSU DNQ | SUZ 21  | NIS DNQ | SUZ 22  | SUZ 26  | NC   | 0        |
| 1990年 | NISSEKI IMPUL                                   | ラルト・RT34 | 無限・MF204  | SUZ 10  | FSW 12  | SUZ 21  | TSU DNQ | SEN 17 | SUG     | TSU     | SUZ DNQ | NIS DNQ | SUZ 19  | NC   | 0        |
| 1991年 | NISSEKI IMPUL                                   | ラルト・RT35 | 無限・MF204  | SUZ 15  | FSW     | SUZ DNQ | TSU 10  | SEN 18 | MIN DNS | TSU DNQ | SUG Ret | SUZ 23  | SUZ DNQ | NC   | 0        |
| 1992年 | CHERENA RACING                                  | ラルト・RT35 | 無限・MF204  | SUZ 16  | TSU DNQ | FSW Ret | SUZ Ret | SEN 15 | TAI 11  | MIN 11  | SUG Ret | SUZ 17  | SUZ 22  | NC   | 0        |
| 1993年 | HOSHINO RACING                                  | ラルト・RT36 | 無限・MF204  | SUZ Ret | TSU 13  | FSW     | SUZ     | SEN    | TAI     | MIN     |         |         |         | NC   | 0        |
| 1993年 | QueenS Landカントリー倶楽部 with HOSHINO RACING | トムス・033F | トヨタ・3S-G |         |         |         |         |        |         |         | SUG Ret | SUZ 12  | SUZ 12  | NC   | 0        |

#### ル・マン24時間レース
| 年     | チーム                              | コ・ドライバー                             | 使用車両                     | クラス    | 周回 | 総合順位 | クラス順位 |
| ------ | ----------------------------------- | ------------------------------------------ | ---------------------------- | --------- | ---- | -------- | ---------- |
| 1994年 | ADA チーム ニッポン チーム ニッポン | 原田淳 吉川とみ子                          | ポルシェ・962C GTi           | LMP1 /C90 | 189  | NC       | NC         |
| 1995年 | ニッサン・モータースポーツ          | 福山英朗 粕谷俊二                          | 日産 NISMO・GT-R LM          | GT1       | 271  | 10位     | 5位        |
| 1996年 | ニッサン・モータースポーツ          | 鈴木亜久里 影山正彦                        | 日産 NISMO・GT-R LM          | GT1       | 209  | DNF      | DNF        |
| 2000年 | テレビ朝日 チーム・ドラゴン         | 土屋圭市 飯田章                            | パノス・LMP-1 ロードスター-S | LMP900    | 340  | 8位      | 7位        |
| 2001年 | バイパー チーム・オレカ             | 荒聖治 ニ・アモリム                        | クライスラー・LMP            | LMP900    | 243  | DNF      | DNF        |
| 2002年 | KONDO Racing Team                   | イアン・マッケラーJr. フランソワ・ミゴール | 童夢・S101-ジャッド          | LMP900    | 182  | DNF      | DNF        |
| 2003年 | KONDO Racing Team                   | 片山右京 福田良                            | 童夢・S101-無限              | LMP900    | 322  | 13位     | 8位        |

#### 十勝24時間レース
| 年     | チーム                                 | コ・ドライバー             | 使用車両               | クラス | 周回 | 総合順位 | クラス順位 |
| ------ | -------------------------------------- | -------------------------- | ---------------------- | ------ | ---- | -------- | ---------- |
| 1999年 | 日産プリンス千葉モータースポーツ       | 竹内浩典 田中哲也          | 日産・スカイラインGT-R | Class1 | 591  | 1位      | 1位        |
| 2000年 | ファルケン・モータースポーツwith5ZIGEN | 竹内浩典 田中哲也          | 日産・スカイラインGT-R | Class1 | 604  | 2位      | 1位        |
| 2006年 | C-WEST Labs                            | 山田英二 尾本直史 柳田真孝 | 日産・フェアレディZ    | ST3    | 916  | 11位     | 3位        |
| 2007年 | 牧口エンジニアリング                   | 長嶋正興 村田信博 小林且雄 | BMW・M3                | ST3    | 574  | 6位      | 1位        |
| 2008年 | KONDO Racing                           | 荒聖治 横溝直輝 一樂智也   | 日産・フェアレディZ    | EC2    | 611  | 4位      | 1位        |

#### 鈴鹿1000km
| 年     | チーム             | コ・ドライバー    | 使用車両         | クラス | 周回 | 総合順位 | クラス順位 |
| ------ | ------------------ | ----------------- | ---------------- | ------ | ---- | -------- | ---------- |
| 1999年 | TOYOTA TEAM CERUMO | 竹内浩典 立川祐路 | トヨタ・スープラ | GT500  | 167  | 3位      | 3位        |
| 2000年 | TOYOTA TEAM CERUMO | 竹内浩典 立川祐路 | トヨタ・スープラ | GT500  | 135  | DNF      | DNF        |

#### 富士24時間レース
| 年     | チーム            | コ・ドライバー                                             | 使用車両                         | クラス | 周回 | 総合順位 | クラス順位 |
| ------ | ----------------- | ---------------------------------------------------------- | -------------------------------- | ------ | ---- | -------- | ---------- |
| 2024年 | ORC ROOKIE Racing | MORIZO 佐々木雅弘 石浦宏明 小倉康宏 ヤリ＝マティ・ラトバラ | トヨタ・GRカローラ H2 コンセプト | ST-Q   | 332  | 52位     | 8位        |